# 705 Erminia
705 Erminia è un asteroide della fascia principale del diametro medio di circa 134,22 km. Scoperto nel 1910, presenta un'orbita caratterizzata da un semiasse maggiore pari a 2,9231675 UA e da un'eccentricità di 0,0519081, inclinata di 25,01110° rispetto all'eclittica.
L'asteroide è dedicato all'opera comica Erminie di Edward Jakobowski.